# Gardena (Californie)
Pour les articles homonymes, voir Gardena.
Gardena est une municipalité située dans le comté de Los Angeles, dans l'État de Californie, aux États-Unis. Au recensement de 2010 sa population était de 58 829 habitants.
Elle possède la plus forte proportion de Japonais de toute l'Amérique du Nord.

## Démographie
| Groupe                           | Gardena | Californie | États-Unis |
| -------------------------------- | ------- | ---------- | ---------- |
| Asiatiques                       | 26,2    | 13,1       | 4,8        |
| Blancs                           | 24,6    | 57,6       | 72,4       |
| Afro-Américains                  | 24,4    | 6,2        | 12,6       |
| Autres                           | 18,9    | 17,0       | 6,2        |
| Métis                            | 4,5     | 4,9        | 2,9        |
| Amérindiens                      | 0,6     | 1,0        | 0,9        |
| Océaniens                        | 0,7     | 0,4        | 0,2        |
| Total                            | 100     | 100        | 100        |
|                                  |         |            |            |
| Hispaniques et Latino-Américains | 37,7    | 37,6       | 16,7       |

| 1940  | 1950   | 1960   | 1970   | 1980   | 1990   |
| ----- | ------ | ------ | ------ | ------ | ------ |
| 5 909 | 14 405 | 35 943 | 41 021 | 45 165 | 49 847 |

| 2000   | 2010   | - | - | - | - |
| ------ | ------ | - | - | - | - |
| 57 746 | 58 829 | - | - | - | - |

## Jumelages
- Ichikawa (Japon)
- Huatabampo (Mexique)